# Contrast (Conor Maynard)
Contrast is het debuutalbum van de Engelse zanger Conor Maynard. Het kwam uit op 30 juli 2012. Het album bereikte de eerste plaats op de UK Albums Chart, terwijl in Vlaanderen het op plaats 34 kwam. In Nederland kwam het album niet verder dan plaats 73. Ook kwam het album voor in de toplijsten van Ierland, Italië, Nieuw-Zeeland, Wallonië, Denemarken, Zwitserland, Australië, Duitsland en Oostenrijk.

## Tracklist
| Track | Titel                            | Duur |
| ----- | -------------------------------- | ---- |
| 1     | "Animal"                         | 3:16 |
| 2     | "Turn Around" (ft. Ne-Yo)        | 3:52 |
| 3     | "Vegas Girl"                     | 2:49 |
| 4     | "Can't Say No"                   | 3:14 |
| 5     | "Lift Off" (ft. Pharrell         | 2:59 |
| 6     | "Mary Go Round"                  | 3:09 |
| 7     | "Take Off"                       | 3:36 |
| 8     | "Better Than You" (ft. Rita Ora) | 3:13 |
| 9     | "Another One"                    | 3:12 |
| 10    | "Pictures"                       | 4:09 |
| 11    | "Glass Girl"                     | 4:31 |
| 12    | "Just In Case"                   | 3:17 |

## Singles van het album
| Single met eventuele hitnotering(en) in de Nederlandse Top 40 | Datum van verschijnen | Datum van binnenkomst | Hoogste positie | Aantal weken | Opmerkingen                                           |
| ------------------------------------------------------------- | --------------------- | --------------------- | --------------- | ------------ | ----------------------------------------------------- |
| Vegas girl                                                    | 11-06-2012            | 01-09-2012            | tip12           | -            | Nr. 55 in de Single Top 100                           |
| Turn around                                                   | 17-09-2012            | 03-11-2012            | 15              | 2*           | met Ne-Yo / Nr. 20 in de Single Top 100 / Alarmschijf |

| Single met hitnotering(en) in de Vlaamse Ultratop 50 | Datum van verschijnen | Datum van binnenkomst | Hoogste positie | Aantal weken | Opmerkingen |
| ---------------------------------------------------- | --------------------- | --------------------- | --------------- | ------------ | ----------- |
| Can't say no                                         | 02-03-2012            | 14-04-2012            | 35              | 5            |             |
| Vegas girl                                           | 2012                  | 28-07-2012            | tip7            | -            |             |
| Turn around                                          | 2012                  | 27-10-12              | 38              | 5*           | met Ne-Yo   |

## Hitnoteringen

### NederlandseAlbum Top 100
| Hitnotering: 04-08-2012 | Hitnotering: 04-08-2012 | Hitnotering: 04-08-2012 |
| Week:                   | 1                       |                         |
| ----------------------- | ----------------------- | ----------------------- |
| Positie:                | 73                      | uit                     |

### VlaamseUltratop 100Albums
| Hitnotering: (Week 1 t/m 11) 04-08-2012 t/m 13-10-2012 Hitnotering: (Week 12) 27-10-2012 Hitnotering: (Week 13 t/m) 10-11-2012 t/m | Hitnotering: (Week 1 t/m 11) 04-08-2012 t/m 13-10-2012 Hitnotering: (Week 12) 27-10-2012 Hitnotering: (Week 13 t/m) 10-11-2012 t/m | Hitnotering: (Week 1 t/m 11) 04-08-2012 t/m 13-10-2012 Hitnotering: (Week 12) 27-10-2012 Hitnotering: (Week 13 t/m) 10-11-2012 t/m | Hitnotering: (Week 1 t/m 11) 04-08-2012 t/m 13-10-2012 Hitnotering: (Week 12) 27-10-2012 Hitnotering: (Week 13 t/m) 10-11-2012 t/m | Hitnotering: (Week 1 t/m 11) 04-08-2012 t/m 13-10-2012 Hitnotering: (Week 12) 27-10-2012 Hitnotering: (Week 13 t/m) 10-11-2012 t/m | Hitnotering: (Week 1 t/m 11) 04-08-2012 t/m 13-10-2012 Hitnotering: (Week 12) 27-10-2012 Hitnotering: (Week 13 t/m) 10-11-2012 t/m | Hitnotering: (Week 1 t/m 11) 04-08-2012 t/m 13-10-2012 Hitnotering: (Week 12) 27-10-2012 Hitnotering: (Week 13 t/m) 10-11-2012 t/m | Hitnotering: (Week 1 t/m 11) 04-08-2012 t/m 13-10-2012 Hitnotering: (Week 12) 27-10-2012 Hitnotering: (Week 13 t/m) 10-11-2012 t/m | Hitnotering: (Week 1 t/m 11) 04-08-2012 t/m 13-10-2012 Hitnotering: (Week 12) 27-10-2012 Hitnotering: (Week 13 t/m) 10-11-2012 t/m | Hitnotering: (Week 1 t/m 11) 04-08-2012 t/m 13-10-2012 Hitnotering: (Week 12) 27-10-2012 Hitnotering: (Week 13 t/m) 10-11-2012 t/m | Hitnotering: (Week 1 t/m 11) 04-08-2012 t/m 13-10-2012 Hitnotering: (Week 12) 27-10-2012 Hitnotering: (Week 13 t/m) 10-11-2012 t/m | Hitnotering: (Week 1 t/m 11) 04-08-2012 t/m 13-10-2012 Hitnotering: (Week 12) 27-10-2012 Hitnotering: (Week 13 t/m) 10-11-2012 t/m | Hitnotering: (Week 1 t/m 11) 04-08-2012 t/m 13-10-2012 Hitnotering: (Week 12) 27-10-2012 Hitnotering: (Week 13 t/m) 10-11-2012 t/m | Hitnotering: (Week 1 t/m 11) 04-08-2012 t/m 13-10-2012 Hitnotering: (Week 12) 27-10-2012 Hitnotering: (Week 13 t/m) 10-11-2012 t/m | Hitnotering: (Week 1 t/m 11) 04-08-2012 t/m 13-10-2012 Hitnotering: (Week 12) 27-10-2012 Hitnotering: (Week 13 t/m) 10-11-2012 t/m | Hitnotering: (Week 1 t/m 11) 04-08-2012 t/m 13-10-2012 Hitnotering: (Week 12) 27-10-2012 Hitnotering: (Week 13 t/m) 10-11-2012 t/m | Hitnotering: (Week 1 t/m 11) 04-08-2012 t/m 13-10-2012 Hitnotering: (Week 12) 27-10-2012 Hitnotering: (Week 13 t/m) 10-11-2012 t/m | Hitnotering: (Week 1 t/m 11) 04-08-2012 t/m 13-10-2012 Hitnotering: (Week 12) 27-10-2012 Hitnotering: (Week 13 t/m) 10-11-2012 t/m | Hitnotering: (Week 1 t/m 11) 04-08-2012 t/m 13-10-2012 Hitnotering: (Week 12) 27-10-2012 Hitnotering: (Week 13 t/m) 10-11-2012 t/m | Hitnotering: (Week 1 t/m 11) 04-08-2012 t/m 13-10-2012 Hitnotering: (Week 12) 27-10-2012 Hitnotering: (Week 13 t/m) 10-11-2012 t/m | Hitnotering: (Week 1 t/m 11) 04-08-2012 t/m 13-10-2012 Hitnotering: (Week 12) 27-10-2012 Hitnotering: (Week 13 t/m) 10-11-2012 t/m |
| Week: | 1 | 2 | 3 | 4 | 5 | 6 | 7 | 8 | 9 | 10 | 11 | | 12 | | 13 | 14 | 15 | 16 | 17 | 18 |
| --- | --- | --- | --- | --- | --- | --- | --- | --- | --- | --- | --- | --- | --- | --- | --- | --- | --- | --- | --- | --- |
| Positie: | 79 | 34 | 46 | 63 | 86 | 101 | 113 | 112 | 165 | 195 | 159 | uit | 183 | uit | 186 | | | | | |